# Céline Vara
Céline Vara (Saint-Aubin-Sauges, 4 oktober 1984) is een Zwitsers-Italiaanse advocate en politica voor de Groene Partij van Zwitserland (GPS/PES) uit het kanton Neuchâtel. Zij zetelt sinds 2019 in de Kantonsraad.

## Biografie

### Afkomst en opleiding
Céline Vara heeft een Zwitserse moeder en een Siciliaanse vader en draagt daardoor zowel de Zwitserse als de Italiaanse nationaliteit. In haar schooltijd schreef ze artikels voor de Neuchâtelese kranten L'Express en L'Impartial. Ze studeerde nadien rechten aan de Universiteit van Neuchâtel. Sinds 2011 is ze werkzaam als advocate.

### Lokale en kantonnale politiek
In 2004 werd Vara lid van de Groene Partij van Zwitserland. Van 2016 tot 2018 was ze voorzitster van de Groene Partij in haar kanton. Tevens zetelde ze een tijd lang in de gemeenteraad en later ook in het gemeentebestuur van Cortaillod. In 2017 werd ze verkozen in de Grote Raad van Neuchâtel, het kantonnaal parlement.

### Federale politiek
Sinds mei 2018 is Vara ondervoorzitster van haar partij op nationaal niveau.
Bij de parlementsverkiezingen van 2019, de uitdraaiden op een overwinning van haar partij, werd Vara in de eerste ronde met 10.035 stemmen verkozen in de Kantonsraad, samen met de liberaal Philippe Bauer, die 11.044 stemmen behaalde. Bij haar verkiezing nam de Groene Partij van Zwitserland de Kantonsraadszetel over die op dat moment reeds lang in handen was van de Sociaaldemocratische Partij van Zwitserland.